# Hans Wentzel (Kunsthistoriker)
Hans Wentzel (* 2. Februar 1913 in Altona; † 17. August 1975 in Stuttgart) war ein deutscher Kunsthistoriker.

## Leben
Wentzel studierte Kunstgeschichte in Wien, Hamburg, Göttingen und Greifswald, vor allem bei Otto Schmitt, dessen Mitarbeiter er später wurde. 1935 wurde er mit einer Dissertation über die Beziehungen des Hochaltars der Klosterkirche von Kloster Cismar zu Lübecker Chorgestühlswerkstätten des 14. Jahrhunderts an der Universität Göttingen bei Georg Graf Vitzthum zum Dr. phil. promoviert. Hiernach war er kurze Zeit Volontär an den Staatlichen Museen zu Berlin, bevor er als wissenschaftlicher Mitarbeiter an das St. Annen-Museum in Lübeck wechselte. Im Zweiten Weltkrieg leitete er ab Ende 1940 im Auftrag des Deutschen Vereins für Kunstwissenschaft ein Projekt zur fotografischen Dokumentation der durch den Krieg gefährdeten Glasmalereien in Deutschland. 1953 wurde er als Nachfolger von Otto Schmitt Lehrstuhlinhaber für Kunstgeschichte an der Technischen Hochschule Stuttgart, zugleich unterrichtete er im Lehrauftrag Kunstgeschichte und Kunstbetrachtung für angehende Kunsterzieher an der Staatlichen Akademie der Bildenden Künste Stuttgart. Sein Nachfolger an der Technischen Hochschule wurde 1977 Herwarth Röttgen.
Wentzel war vor allem durch seine Arbeiten über mittelalterliche Glasmalerei, Stein- und Holzschnitt bekannt. Er war wesentlicher Mitbegründer des Corpus der mittelalterlichen Glasmalereien „Corpus Vitrearum Medii Aevi“. Er verfasste zudem zahlreiche Artikel im Reallexikon zur Deutschen Kunstgeschichte.

## Veröffentlichungen (Auswahl)
- Gotische Plastik in Preetz. In: Die Heimat. Monatsschrift des Vereins zur Pflege der Natur- und Landeskunde in Nordelbingen. Bd. 45/4 (1935), S. 121–123.
- Schleswig-Holsteinische Bettelbretter und andere Almosengeräte. In: Die Heimat. Monatsschrift des Vereins zur Pflege der Natur- und Landeskunde in Nordelbingen. Bd. 46 (1936), Heft 5, Mai 1936, S. 140–144 (Digitalisat).
- Der Hochaltar in Cismar und die lübeckischen Chorgestühlswerkstätten des 14. Jahrhunderts. Verlag Schmidt-Römhild, Lübeck 1937 (Zugleich Dissertation, Universität Göttingen).
- Lübecker Plastik bis zur Mitte des 14. Jahrhunderts. Deutscher Verein für Kunstwissenschaft, Berlin 1938.
- Die Schleswiger Wandmalereien. Eine Ergänzung. In: Die Heimat. Monatsschrift für schleswig-holsteinische Heimatforschung und Volkstumspflege. Bd. 48 (1938), Heft 10, Oktober  1938, S. 300f. (Digitalisat).
- mit Alfred Ehrhardt: Niederdeutsche Madonnen. Ein Bilderwerk mit 120 Tafeln. Ellermann, Hamburg 1941.
- Das Bardowicker Chorgestühl. Ellermann, Hamburg 1943.
- Glasmalereien in der Stiftskirche zu Tübingen. Mann Verlag, Berlin 1944.
- Die Lüneburger Ratsstube von Albert von Soest. Ellermann, Hamburg 1947.
- Die Christus-Johannes-Gruppen des 14. Jahrhunderts (= Der Kunstbrief. Band 41). Mann Verlag, Berlin 1947.
- Altes Gestühl in Schleswig-Holstein und Vierlanden. Voigt, Elmshorn/Holstein 1948.
- (Hrsg.) Form und Inhalt: Kunstgeschichtliche Studien. Otto Schmitt zum 60. Geburtstag am 13. Dez. 1950, dargebracht von seinen Freunden. Kohlhammer, Stuttgart 1950.
- Der Lütjenburger Altar von 1467. Mit 40 Bildtafeln von Theodor Voigt. Ellermann, Hamburg 1951.
- Das Hamburger „Abendmahl“-Relief und das Werk Benedikt Dreyers. In: Jahrbuch der Hamburger Kunstsammlungen. Bd. 2 (1952), S. 177–184.
- Meisterwerke der Glasmalerei. 2., verb. Auflage, Deutscher Verein für Kunstwissenschaft, Berlin 1954 [1951].
- Die Glasmalereien in Schwaben von 1200–1350 (= Corpus vitrearum Medii Aevi. Deutschland. Band 1). Hrsg. vom Deutschen Verein für Kunstwissenschaft, Berlin 1958.
- Die Christus-Johannes-Gruppen des XIV. Jahrhunderts. (Neubearbeitung), Reclam, Stuttgart 1960 (Reclams Universal-Bibliothek; Nr. B 9051).
- Bildnisse der Brücke-Künstler voneinander. Reclam, Stuttgart 1961 (Reclams Universal-Bibliothek; Nr. B. 9063).
- Fragmente aus den Tübinger Farbfenstern im Museum zu Wiesbaden. In: Nachrichtenblatt der Denkmalpflege in Baden-Württemberg. Bd. 4 (1961), S. 10–15.